# William Greggan
William Greggan (5 décembre 1882 - 7 février 1976) est un ancien tireur à la corde britannique. Il a participé aux Jeux olympiques de 1908 avec l'équipe britannique de tir à la corde "Liverpool Police" et remporté une médaille d'argent.